# Hypsiboas liliae
Hypsiboas liliae is een kikker uit de familie van de boomkikkers (Hylidae). Deze soort werd in 2006 voor het eerst wetenschappelijk beschreven door Philippe Kok, een wetenschapper verbonden aan de Vrije Universiteit Brussel en het Koninklijk Belgisch Instituut voor Natuurwetenschappen. Hij noemde de soort naar zijn dochter Lili.
Deze kleine groene kikkers (het holotype is 36 mm lang) komen voor aan de rand van het Amazonegebied van Guyana. Ze zijn enkel aangetroffen in het natuurreservaat Kaieteur National Park van Guyana. De mannetjes roepen 's nachts van hoog (15 m en meer) in de bomen en vanuit de phytotelma van grote bromelia's (Brocchinia micrantha) die op de bodem groeien; de soort broedt wellicht in zulke grote bromelia's maar leeft voornamelijk hoog in de bomen.